# Клифорд: Велики црвени пас (филм)
Клифорд: Целики црвени пас (енгл. Clifford the Big Red Dog) америчка је филмска комедија из 2021. године. Режију потписује Волт Бекер, по истоименом серијалу романа Нормана Бридвела. Главне улоге тумаче: Џек Вајтхол, Дарби Камп, Тони Хејл, Сијена Гилори, Дејвид Алан Грир, Расел Вонг, Кенан Томпсон и Џон Клиз.
Премијерно је приказан 26. августа 2021. године у Лос Анђелесу, док је 10. новембра исте године пуштен у биоскопе у Сједињеним Америчким Државама, односно 6. јануара 2022. године у Србији. Добио је помешане рецензије критичара и зарадио преко 107 милиона долара широм света. Наставак је тренутно у развоју.

## Радња
Када средњошколка Емили Елизабет сретне магичног спасиоца животиња који јој поклања малу црвену куцу, она није очекивала да ће се пробудити и пронаћи огромног пса од три и по метра у свом малом стану у Њујорку. Док је њена самохрана мама пословно одсутна, Емили и њен забавни, али импулсивни ујак Кејси крећу у узбудљиву авантуру. На основу лика из књига, Клифорд ће научити свет како се воли велико.

## Улоге
| Улога                 | Глумац             | Српски глас             |
| --------------------- | ------------------ | ----------------------- |
| Емили Елизабет Хауард | Дарби Камп         | Дарија Врачевић         |
| Кејси Портер          | Џек Вајтхол        | Милош Дашић             |
| Зак Тиран             | Тони Хејл          | Милан Антонић           |
| Меги Хауард           | Сијена Гилори      | Наташа Балог            |
| господин Пакард       | Дејвид Алан Грир   | Томаш Сарић             |
| господин Ју           | Расел Вонг         | Димитрије Цинцар Костић |
| господин Бридвел      | Џон Клиз           | Драган Вујић            |
| Овен Ју               | Ајзак Ванг         | Виктор Мајер            |
| ветеринар             | Кенан Томпсон      | Милан Тубић             |
| госпођа Крулерман     | Тава Фелдшух       | Валентина Павличић      |
| Санчез                | Пол Родригез       | Александар Сребрић      |
| Малик                 | Расел Питерс       | Бранислав Јевтић        |
| господин Џарвис       | Кит Јуел           | Милош Ђуричић           |
| Флоренс               | Мија Рон           | Олга Сувачаров          |
| Раул                  | Горацио Санс       | Александар Глигорић     |
| Лусил                 | Роузи Перез        | Душица Новаковић        |
| Алберт                | Алекс Мофат        | Димитрије Цинцар Костић |
| Колет                 | Џесика Кинан Вин   | Марија Огњеновић        |
| Петра                 | Сиобан Фалон Хоган | Олга Сувачаров          |
| Воткинс               | Тај Џоунс          | Марко Марковић          |
| госпођа Џарвис        | Бер Ален Блејн     | Јована Јеловац Цавнић   |